# Болгарська вулиця (Мелітополь)
Вулиця Болгарська — вулиця в Мелітополі. Починається за будівлями проспекту Богдана Хмельницького і виходить на пустир близько Каховського шосе. З'єднана з паралельною вулицею Леваневського двома безіменними проїздами. Повністю являє собою приватний сектор. Покриття ґрунтове.

## Назва
Вулиця названа на честь болгарів - народу, який брав активну участь в заселенні Мелітопольщини в XIX столітті й тепер є однією з найбільших національних спільнот Мелітополя.

## Історія
До 1960 року на території теперішньої Болгарської вулиці знаходилися городи сучасних вулиць Леваневського та Белякова.
25 березня 1960 на засіданні міськвиконкому було прийнято рішення про прорізку в цьому місці відразу двох паралельно йдуть вулиць — вулиці Толбухіна і теперішньої Болгарської вулиці, яка спочатку отримала ім'я Баумана, на честь Миколи Ернестовича Баумана (1873—1905), російського революціонера-більшовика німецького походження.
У 2016 році, в рамках декомунізації, вулиця була перейменована на Болгарську.
7 квітня 2023, під час Російського вторгнення в Україну, російська окупаційна влада Мелітополя видала наказ про перейменування Болгарської вулиці на вулицю Сергія Деменкова.

## Галерея
|                               |                      |                                |                                                       |
| в'їзд з боку Каховського шосе | житловий будинок     | флюгер                         | вид на телебашту                                      |
|                               |                      |                                |                                                       |
| трансформаторна підстанція    | залізобетонні стовпи | проїзд на вулицю Леваневського | початок вулиці з боку проспекту Богдана Хмельницького |